# Spilomyia permagna
Spilomyia permagna är en tvåvingeart som beskrevs av Stackelberg 1958. Spilomyia permagna ingår i släktet trädblomflugor, och familjen blomflugor. Inga underarter finns listade i Catalogue of Life.